# غراهام دي
غراهام دي (بالإنجليزية: Graham Dee)‏ هو موسيقي بريطاني، ولد في 1943 في لندن في المملكة المتحدة.